# Naval Group
Naval Group – (dawniej Direction des Constructions Navales Services – DCNS, wcześniej Direction des Constructions Navales – DCN, Direction des Constructions et Armes Navales” – DCAN, Arsenal de Cherbourg), francuskie przedsiębiorstwo stoczniowe. Siedziba: Paryż, forma prawna: spółka akcyjna

## Główne produkty
- Lotniskowiec typu Charles de Gaulle
- Fregaty typu La Fayette
- Fregaty typu Horizon
- Fregaty typu FREMM
- Okręty podwodne typu Scorpène
- Okręty desantowe typu Mistral
- Okręty podwodne typu Le Triomphant
- Francuskie okręty podwodne typu Barracuda